# Болотешти (Вранча)
Болотешти (рум. Boloteşti) насеље је у Румунији у округу Вранча у општини Болотешти. Oпштина се налази на надморској висини од 148 m.

## Становништво
Према подацима из 2002. године у насељу је живело 4588 становника, од којих су сви румунске националности.

### Хронологија
| Година       | 1992 | 1993 | 1994 | 1995 | 1996 | 1997 | 1998 | 1999 | 2000 | 2001 | 2002 | 2003 | 2004 | 2005 | 2006 | 2007 | 2008 | 2009 | 2010 | 2011 | 2012 | 2013 | 2014 | 2015 | 2016 | 2017 |
| ------------ | ---- | ---- | ---- | ---- | ---- | ---- | ---- | ---- | ---- | ---- | ---- | ---- | ---- | ---- | ---- | ---- | ---- | ---- | ---- | ---- | ---- | ---- | ---- | ---- | ---- | ---- |
| Становништво | 4689 | 4620 | 4534 | 4455 | 4489 | 4462 | 4481 | 4526 | 4539 | 4551 | 4548 | 4550 | 4652 | 4685 | 4719 | 4792 | 4820 | 4869 | 4864 | 4831 | 4817 | 4816 | 4812 | 4839 | 4851 | 4797 |